# Eupithecia pyreneata
Eupithecia pyreneata är en fjärilsart som beskrevs av Paul Mabille 1871. Eupithecia pyreneata ingår i släktet Eupithecia och familjen mätare. Inga underarter finns listade i Catalogue of Life.